# جایزه بزرگ مجارستان ۲۰۱۵
جایزه بزرگ مجارستان ۲۰۱۵ (انگلیسی: ‎2015 Hungarian Grand Prix‎) یک مسابقهٔ موتوری در رشتهٔ اتومبیل‌رانی فرمول یک بود که در تاریخ ۲۶ ژوئیهٔ ۲۰۱۵ در هونگارورینگ واقع در بوداپست، مجارستان برگزار شد. این گراند پری در میان ۱۹ گراند پری در فصل ۲۰۱۵، مسابقهٔ شمارهٔ ۱۰ بود.
در این مسابقه که قرار بود در ۷۰ دور و به مسافت ۳۰۶٫۶۳۰ کیلومتر (۱۹۰٫۵۳۱ مایل) برگزار شود، پول پوزیشن توسط لوئیز همیلتون کسب شد و سریع‌ترین زمان برای طی یک دور پیست که برابر با ۱:۲۴٫۸۲۱ بود نیز توسط دنیل ریکاردو به ثبت رسید. این مسابقه پیش از پایان دورهای برنامه‌ریزی‌شده، در دور ۶۹ و پس از طی مسافت ۳۰۲٫۲۴۹ کیلومتر (۱۸۷٫۸۰۹ مایل) متوقف شد.
سباستیان فتل از تیم فراری، دانیل کویات از تیم رد بول ریسینگ-رنو و دنیل ریکاردو از تیم رد بول ریسینگ-رنو به‌ترتیب مقام‌های اول تا سوم مسابقه را کسب کردند.

## رده‌بندی قهرمانی پس از مسابقه
|       | جایگاه | راننده        | امتیاز |
| ----- | ------ | ------------- | ------ |
|       | ۱      | لوئیز همیلتون | ۲۰۲    |
|       | ۲      | نیکو رزبرگ    | ۱۸۱    |
|       | ۳      | سباستیان فتل  | ۱۶۰    |
|       | ۴      | والتری بوتاس  | ۷۷     |
|       | ۵      | کیمی رایکونن  | ۷۶     |
| منبع: |        |               |        |

|       | جایگاه | سازنده            | امتیاز |
| ----- | ------ | ----------------- | ------ |
|       | ۱      | مرسدس             | ۳۸۳    |
|       | ۲      | فراری             | ۲۳۸    |
|       | ۳      | ویلیامز-مرسدس     | ۱۵۱    |
|       | ۴      | رد بول ریسینگ-رنو | ۹۶     |
|       | ۵      | فورس ایندیا-مرسدس | ۳۹     |
| منبع: |        |                   |        |

یادداشت
- تنها پنج جایگاه نخست از هر رده‌بندی نمایش داده شده‌است.